# Agelenoidea
Agelenoidea es una superfamilia de arañas araneomorfas, constituida por dos familias de arañas con ocho ojos:
- Agelenidae: 62 géneros, 1152 especies
- Amphinectidae: 32 géneros, 159 especies